# Roibeard Ó Maolalaigh
Roibeard Ó Maolalaigh (Dublín, República d'Irlanda, 1966) és un professor de lingüística de llengües celtes.

## Currículum
Va obtenir una llicenciatura i un mestratge de la Universitat de Dublín en gaèlic irlandès i matemàtiques. Posteriorment se li va concedir una beca per estudiar fonologia del gaèlic escocès a Escòcia. Després d'una tesi doctoral sobre el tema, va ensenyar a la Universitat d'Edimburg a partir de 1993.
Des de 2005 va ser professor de gaèlic al Departament Cèltic de la Universitat de Glasgow i va obtenir-hi la primera càtedra de gaèlic a Escòcia des de 2010.

## Recerca
El seu treball de recerca se centra en el gaèlic escocès, en particular, la seva dialectologia, història, terminologia i fonologia.

## Publicacions
Ha publicat nombrosos articles, tant els diaris com en llibres, com ara:
- Scottish Gaelic in Three Months/Scottish Gaelic in Twelve Weeks (1998)
- Scottish Gaelic in Twelve Weeks (2008)